# Бухалансе
Бухалансе (исп. Bujalance) — город и муниципалитет в Испании, входит в провинцию Кордова, в составе автономного сообщества Андалусия. Муниципалитет находится в составе района (комарки) Альто-Гвадалькивир. Занимает площадь 124 км². Население — 7910 человек (на 2010 год). Расстояние — 42 км до административного центра провинции.

## Фотографии

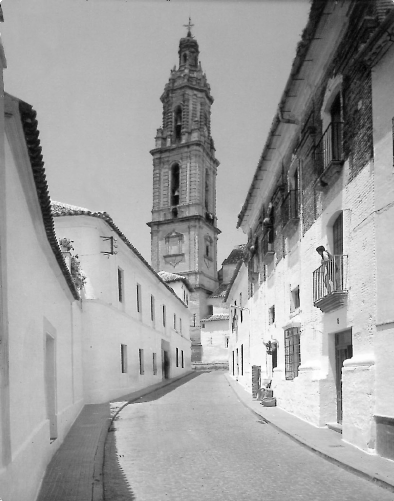
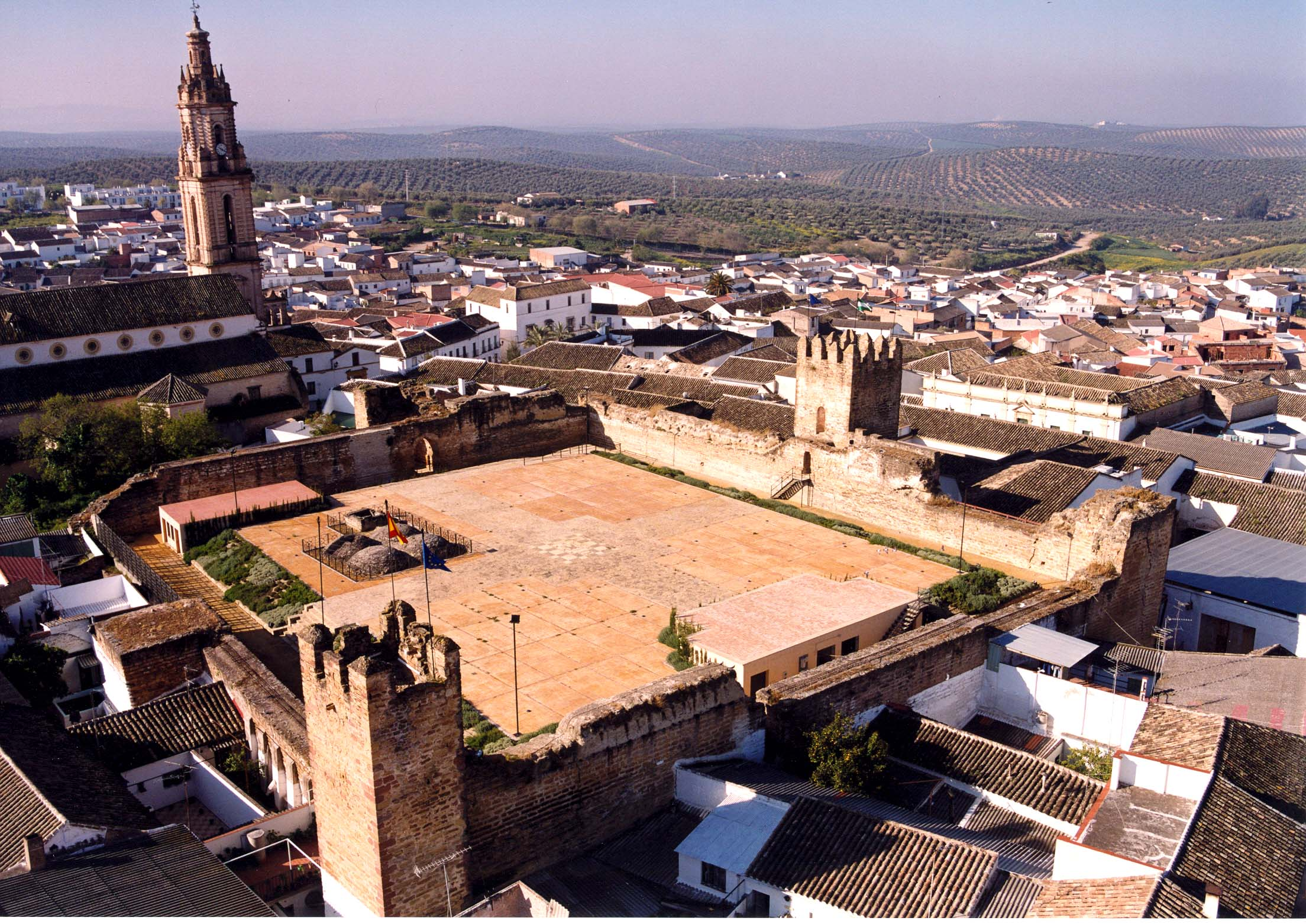
Замок
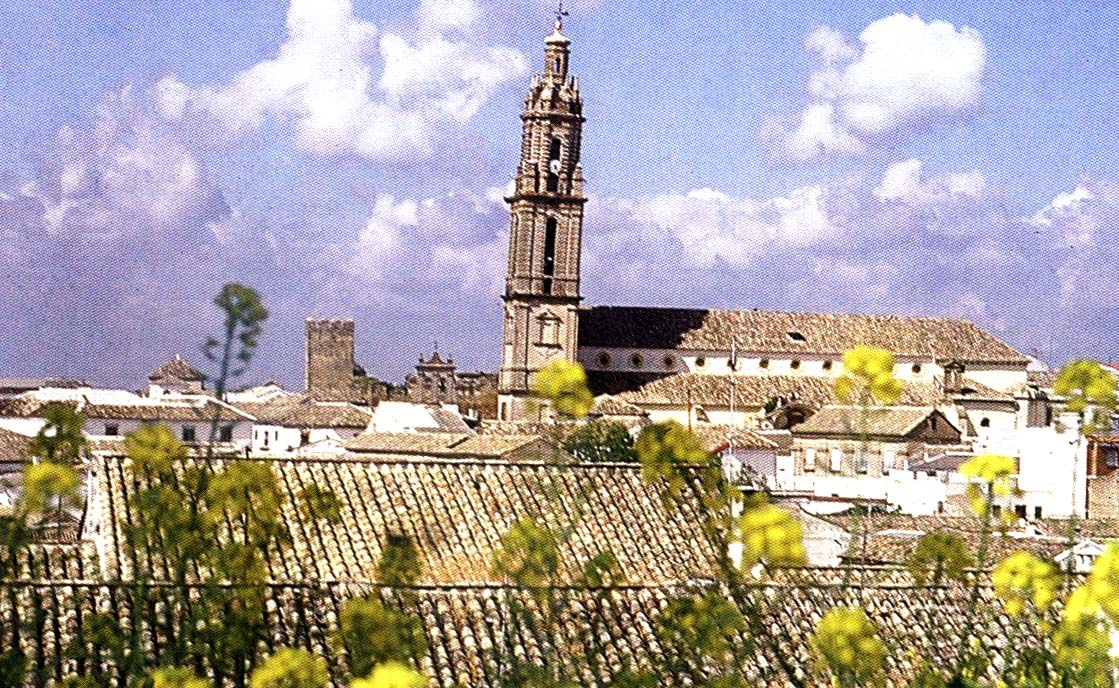
Башня
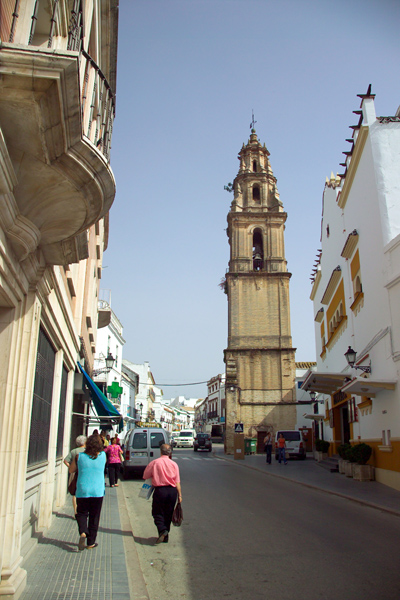
Башня
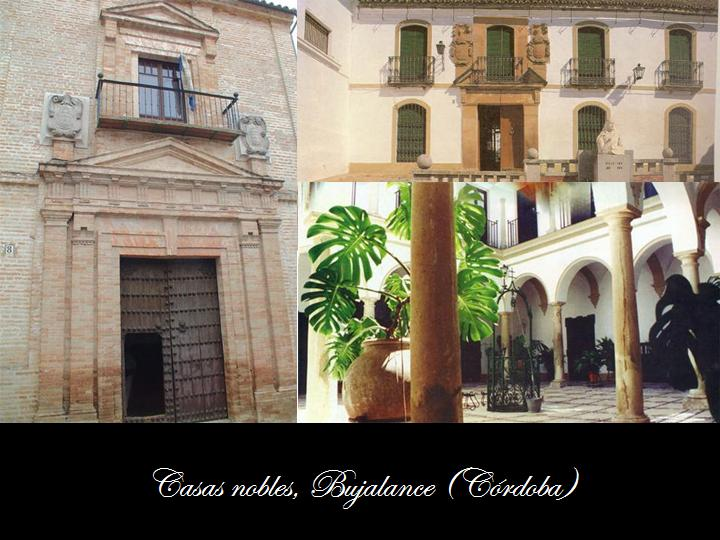
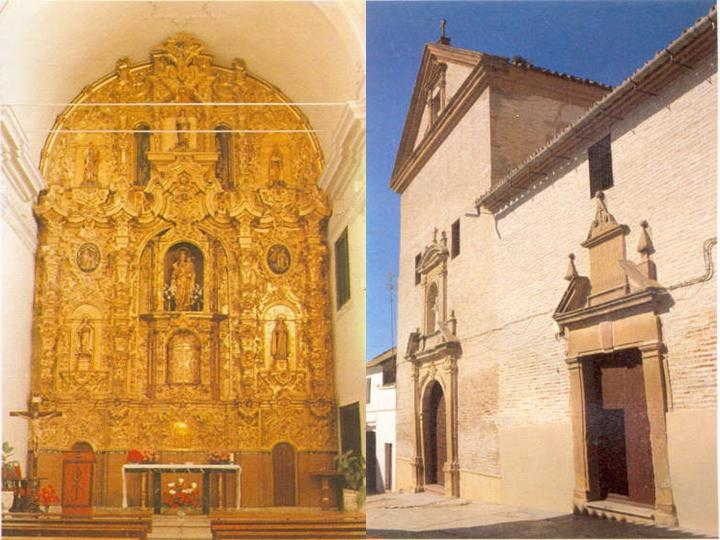
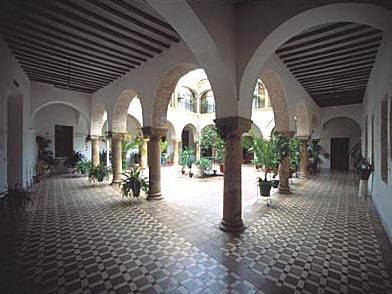
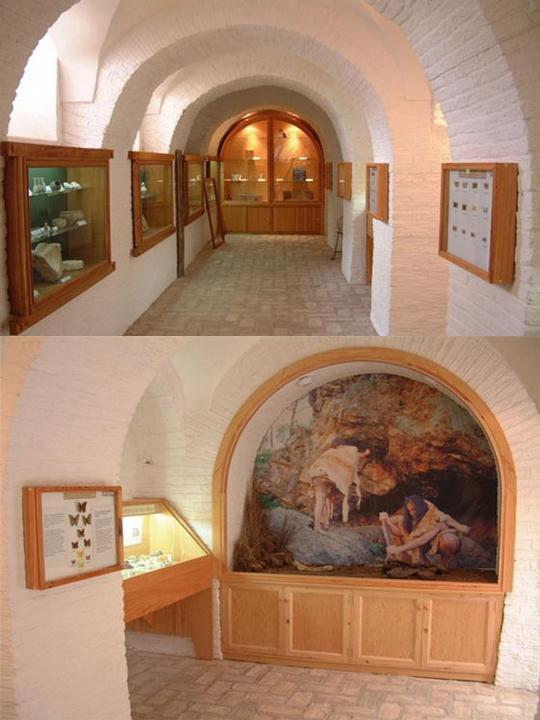
Музей